# Discografia de Cansei de Ser Sexy
A discografia de Cansei de Ser Sexy, uma banda de rock eletrônico, rock alternativo e  new wave brasileira, compreende quatro álbuns de estúdio, quatro extended plays, doze singles e nove videoclipes lançados desde sua formação. Em 2004, após se apresentarem no Tim Festival, assinaram com a Trama e lançaram seu primeiro extended play intitulado Em Rotterdam Já É uma Febre, onde incluíram canções usando nomes de celebridades como Jennifer Lopez em "I Wanna Be Your J.Lo" e Paris Hilton em "Meeting Paris Hilton", além de trazer uma regravação em punk rock de Hollywood da cantora Madonna.. As canções do trabalho chegaram a ser executadas na rádio do Reino Unido, Kiss 100 FM. Em 2 de janeiro de 2005 lançam de forma independente o segundo EP, A Onda Mortal / Uma Tarde com PJ.
Em 9 de outubro de 2005 é lançado o primeiro álbum de estúdio da banda pela Trama, o homônio Cansei de Ser Sexy, trazendo um misto de canções antigas e inéditas, de onde foi retirado o sucesso "Superafim", que integrou a trilha sonora do programa Big Brother Brasil 6. Ainda a canção "Meeting Paris Hilton" entrou para a trilha sonora do reality show The Simple Life, estrelado pela própria Paris Hilton. Para promover o trabalho do grupo é lançado em 25 de outubro de 2005 um terceiro EP intitulado CSS SUXXX. Em 11 de julho de 2006, após terem ganho cada vez mais visibilidade internacional, a banda assina com a gravadora Sub Pop e lança uma nova versão do primeiro álbum na Europa e Estados Unidos, retirando as canções em português e adicionando novas em inglês. O álbum alcançou a posição sessenta e nove no Reino Unido, vinte e quatro na Irlanda e nove na Billboard Top Electronic Albums, nos Estados Unidos. O primeiro single "Alala" alcançou a posição oitenta e nove no Reino Unido, cinquenta e um na Irlanda, sendo que "Off the Hook", a segunda faixa trabalhada, pontuou apenas no primeiro país na posição quarenta e três, e "Let's Make Love And Listen To Death From Above", maior sucesso do álbum, alcançou a posição trinta e dois no Reino Unido e trinta e sete na Irlanda. Em 2007 é lançada a faixa "Music Is My Hot Hot Sex" como single final, entrando para a Billboard Hot 100 na posição sessenta e três e no Canadá, onde alcançou a posição doze. O  videoclipe da canção foi o primeiro na história do site Youtube a receber 100 milhões de visitas, o record até aquele momento.
Em 22 de julho de 2008 é lançado o álbum Donkey, trazendo um som mais dançante e embalado pelos singles "Rat Is Dead (Rage)" e Left Behind", pontuou em setenta e oito no UK Singles Chart. O álbum, que vendeu em torno de 100 mil cópias, alcançou a posição cento e oitenta e nove na Billboard 200, além de vinte e dois na Finlândia, cinquenta e quatro na França, trinta e dois no Reino Unido e trinta e sete na Irlanda, se tornando o trabalho de maior sucesso da banda. Em 2011, após um longo período apenas realizando shows e romperem com a Sub Pop para assinarem com a V2 Records, lançam a canção "Hits Me like A Rock", primeiro single do novo trabalho. O álbum La Liberación é lançado em 22 de agosto de 2011.

## Álbuns

### Álbuns de estúdio
| Ano  | Álbum | Posições | Posições | Posições | Posições | Posições | Posições   | Posições  | Posições | Vendas      |
| Ano  | Álbum | BRA      | FIN      | FRA      | IRL      | USA      | USA Eletro | USA Indie | UK       | Vendas      |
| ---- | --- | -------- | -------- | -------- | -------- | -------- | ---------- | --------- | -------- | ----------- |
| 2005 | Cansei de Ser Sexy - Lançamento: 9 de outubro de 2005 - Formatos: CD, download digital - Gravadora: Trama                                        | 18       | —        | —        | —        | —        | —          | —         | —        |             |
| 2006 | Cansei de Ser Sexy (versão internacional) - Lançamento: 11 de julho de 2006 - Formatos: CD, download digital - Gravadora: Sub Pop / Warner Music | —        | —        | —        | 24       | —        | 9          | —         | 69       | - : 60.000  |
| 2008 | Donkey - Lançamento: 22 de julho de 2008 - Formatos: CD, download digital - Gravadora: Sub Pop / Trama                                           | —        | 22       | 54       | 37       | 189      | —          | 30        | 32       | - : 100.000 |
| 2011 | La Liberación - Lançamento: 22 de agosto de 2011 - Formatos: CD, download digital - Gravadora: V2 Records                                        | —        | —        | —        | —        | —        | —          | —         | 180      | - : 35.000  |
| 2013 | Planta - Lançamento: 11 de junho de 2013 - Formatos: CD, download digital - Gravadora: V2 Records                                                | —        | —        | —        | —        | —        | —          | —         | —        | - : 15.000  |

### EPs
| Ano  | EP / Detalhes |
| ---- | --- |
| 2004 | Em Rotterdam Já É uma Febre - Lançamento: 2004 - Gravadora: Trama - Formatos: EP, download digital                                            |
| 2005 | A Onda Mortal / Uma Tarde com PJ - Lançamento: 2 de janeiro de 2005 - Gravadora: Independente - Formatos: EP, download digital                |
| 2005 | CSS SUXXX - Lançamento: 25 de outubro de 2005 - Gravadora: Trama - Formatos: EP, download digital                                             |
| 2008 | iTunes Live: London Festival '08 - CSS - Lançamento: 29 de julho de 2008 - Gravadora: Sub Pop / Warner Music - Formatos: EP, download digital |

## Singles
| Ano  | Single                                                       | Melhores posições | Melhores posições | Melhores posições | Melhores posições | Melhores posições | Melhores posições | Melhores posições | Melhores posições | Álbum                                     |
| Ano  | Single                                                       | BRA Hot 100       | CAN               | FIN               | IRL               | USA               | USA Dance         | USA Pop           | UK                | Álbum                                     |
| ---- | ------------------------------------------------------------ | ----------------- | ----------------- | ----------------- | ----------------- | ----------------- | ----------------- | ----------------- | ----------------- | ----------------------------------------- |
| 2004 | "Let's Make Love and Listen to Death from Above"             | —                 | —                 | —                 | —                 | —                 | —                 | —                 | —                 | Cansei de Ser Sexy                        |
| 2005 | "Bezzi"                                                      | —                 | —                 | —                 | —                 | —                 | —                 | —                 | —                 | Cansei de Ser Sexy                        |
| 2005 | "Superafim"                                                  | 45                | —                 | —                 | —                 | —                 | —                 | —                 | —                 | Cansei de Ser Sexy                        |
| 2006 | "Alala"                                                      | 66                | —                 | —                 | 51                | —                 | 21                | —                 | 89                | Cansei de Ser Sexy (versão internacional) |
| 2006 | "Off the Hook"                                               | —                 | —                 | —                 | —                 | —                 | —                 | —                 | 43                | Cansei de Ser Sexy (versão internacional) |
| 2007 | "Let's Make Love and Listen to Death from Above" (relançado) | 65                | —                 | —                 | 37                | —                 | 10                | —                 | 32                | Cansei de Ser Sexy (versão internacional) |
| 2007 | "Alcohol"                                                    | —                 | —                 | —                 | —                 | —                 | —                 | —                 | —                 | Cansei de Ser Sexy (versão internacional) |
| 2007 | "Music Is My Hot Hot Sex"                                    | 25                | 12                | —                 | —                 | 63                | —                 | 43                | —                 | Cansei de Ser Sexy (versão internacional) |
| 2008 | "Rat Is Dead (Rage)"                                         | —                 | —                 | —                 | —                 | —                 | —                 | —                 | —                 | Donkey                                    |
| 2008 | "Left Behind"                                                | —                 | —                 | 18                | —                 | —                 | —                 | —                 | 78                | Donkey                                    |
| 2008 | "Move"                                                       | —                 | —                 | —                 | 75                | —                 | —                 | —                 | 69                | Donkey                                    |
| 2011 | "Hits Me Like a Rock"                                        | —                 | —                 | —                 | —                 | —                 | —                 | —                 | —                 | La Liberación                             |
| 2011 | "City Grrrl"                                                 | —                 | —                 | —                 | —                 | —                 | —                 | —                 | —                 | La Liberación                             |
| 2013 | "Hangover"                                                   | —                 | —                 | —                 | —                 | —                 | —                 | —                 | —                 | Planta                                    |
| 2013 | "Into The Sun"                                               | —                 | —                 | —                 | —                 | —                 | —                 | —                 | —                 | Planta                                    |

## Outras Aparições

### Coletâneas diversas
| Ano  | Canção                                           | Álbum                            |
| ---- | ------------------------------------------------ | -------------------------------- |
| 2007 | "Let's Make Love And Listen To Death From Above" | NME Presents The Essential Bands |
| 2008 | "Give Up"                                        | Sub Pop - 20th Anniversary       |
| 2011 | "Art Bitch"                                      | Les Beaux Labels                 |
| 2011 | "Hits Me Like A Rock"                            | Sampler Vol.22                   |

### Trilhas Sonoras
| Ano  | Canção                       | Álbum                      |
| ---- | ---------------------------- | -------------------------- |
| 2005 | "Meeting Paris Hilton"       | The Simple Life            |
| 2006 | "Superafim"                  | Big Brother Brasil 6       |
| 2007 | "Ódio, Ódio, Ódio, Sorry C." | Need for Speed: ProStreet  |
| 2007 | "Off the Hook"               | Forza Motorsport 2         |
| 2007 | "Alala"                      | Forza Motorsport 2         |
| 2008 | "Off the Hook"               | FIFA 08                    |
| 2008 | "Rat is Dead"                | Midnight Club: Los Angeles |
| 2009 | "Jager Yoga"                 | FIFA 09                    |
| 2010 | "Knife"                      | The Kids Are All Right     |

## Videoclipes
| Ano  | Título                                           | Diretor         |
| ---- | ------------------------------------------------ | --------------- |
| 2005 | "Off The Hook"                                   | Ana Rezende     |
| 2005 | "Alala" (primeira versão)                        | Daniel Zanardi  |
| 2006 | "Let's Make Love And Listen To Death From Above" | Cat Solen       |
| 2006 | "Alala" (segunda versão)                         | Cat Solen       |
| 2007 | "Alcohol"                                        | Jared Eberhardt |
| 2007 | "Music is My Hot Hot Sex"                        | Nick Haley      |
| 2008 | "Rat Is Dead (Rage)"                             | Nima Nourizadeh |
| 2008 | "Left Behind"                                    | Renata Abbade   |
| 2008 | "Move"                                           | Keith Schofield |